# Aleksej Lebedinec
Aleksej Sergeevič Lebedinec (in russo Алексей Сергеевич Лебединец?; 26 gennaio 1976) è un pentatleta russo.

## Palmarès
In carriera ha conseguito i seguenti risultati:
- Mondiali:

Mosca 2004: oro nel pentathlon moderno a squadre.
- Europei

Usti nad Labem 2003: oro nel pentathlon moderno a squadre.
Albena 2004: argento nel pentathlon moderno staffetta a squadre.